# 拉爾夫山
拉爾夫山（英語：Mount Ralph）是南極洲的山峰，位於瑪麗伯德地，處於吉爾摩山和麥考密克山之間，屬於福特山脈的一部分，由美國研究隊發現和繪入地圖，現時由南極條約體系管理。